# Пещери в Чеч
В Чеча няма особено големи пещери, но има доста малки и две средно големи пещери. Най-голямата пещера в Чеча е Извора с обща дължина 104 метра и денивелация 7 метра край село Кочан.
Пещерите в Чеча:
|                    | Населено място | Община      | Обща дължина (метри) | Денивелация (метри) |
| Мечата дупка       | Плетена        | Сатовча     | 12                   | 2                   |
| Извора             | Кочан          | Сатовча     | 104                  | 7                   |
| Меча дупка         | Кочан          | Сатовча     | 8                    | 0                   |
| Стъпалките         | Слащен         | Сатовча     | 64                   | 38                  |
| Тепленската пещера | Теплен         | Хаджидимово | 72                   | 25                  |
| Дупката на острова | Сърница        | Велинград   | 100                  | 10                  |
| ------------------ | -------------- | ----------- | -------------------- | ------------------- |